# Zedlitz
Zedlitz es un municipio situado en el distrito de Greiz, en el estado federado de Turingia (Alemania), a una altitud de 260 metros. Su población a finales de 2016 era de unos 675 habitantes y su densidad poblacional, 52 hab/km².
Se encuentra ubicado a poca distancia al sur de la ciudad de Gera, y al norte de la frontera con el estado de Sajonia.